# Elatostema pulchellum
Elatostema pulchellum är en nässelväxtart som beskrevs av Charles Budd Robinson. Elatostema pulchellum ingår i släktet Elatostema och familjen nässelväxter. Inga underarter finns listade i Catalogue of Life.